# Ernesto Cianciolo
Ernesto Cianciolo (Messina, 6 novembre 1856 – Messina, 29 maggio 1905) è stato un politico e avvocato italiano.

## Biografia
Laureatosi in giurisprudenza a Messina, era figlio del barone Domenico e di Enrichetta Stagno d'Alcontres.
Fu eletto per quattro legislature (1890-1900) membro della Camera dei deputati.